# Piazza dei Martiri (Napulj)
Trg Mučenika (tal. Piazza dei Martiri) je trg sa spomenicima u Napulju, južna Italija, smješten na spoju Via Domenico Morelli i Santa Caterina, jedan blok sjeverno od istočnog kraja velikog obalnog parka poznatog kao Villa Comunale. Trg je izvorno bio posvećen Santa Maria a Cappella, ali je dobio patriotski značaj kada se Italija ujedinila 1861. godine.

## Spomenik mučenicima
Spomenik u središtu ovog trga izgrađen je oko stupa koji je već stajao za vrijeme vladavine Burbona, kada se trg zvao Piazza della Pace . Stup je prenamijenjen, a na vrhu sada stoji brončani kip koji prikazuje Vrlinu mučenika, a dizajnirao ga je Emanuele Caggiano . Četiri lava stoje na uglovima kvadratne baze, a svaki predstavlja napuljske domoljube koji su umrli tijekom određenih anti-burbonskih revolucija.
- Lavovi ispod spomenika
- Lav na samrti - palim u obrani kratkotrajne Partenopejske Republike 1799., autor: Antonio Busciolano.
- Lav proboden mačem - palim tijekom karbonarske revolucije 1820., autor: Stanislao Lista.
- Lav koji leži - palim tijekom revolucije 1848., sa statutom iz 1848. pod šapom.
- Lav koji korača - palim tijekom uspješne Garibaldinijeve pobune 1860., autor: Tommaso Solari.

Iza ovog posljednjeg lava je ploča koja kaže: